# Campionat d'Europa de natació de 1947
El Campionat d'Europa de natació de 1947 va ser la sisena edició del Campionat d'Europa de natació. La competició es va disputar entre el 10 i el 14 de setembre de 1947 a Montecarlo, Mònaco.

## Medaller
País amfitrió 
| Posició | País           | Or | Plata | Bronze | Total |
| 1       | França         | 6  | 1     | 1      | 8     |
| 2       | Dinamarca      | 5  | 0     | 1      | 6     |
| 3       | Hongria        | 1  | 5     | 4      | 10    |
| 4       | Suècia         | 1  | 4     | 0      | 5     |
| 5       | Regne Unit     | 1  | 2     | 2      | 5     |
| 5       | Països Baixos  | 1  | 2     | 2      | 5     |
| 7       | Itàlia         | 1  | 0     | 0      | 1     |
| 8       | Àustria        | 0  | 1     | 1      | 2     |
| 8       | Iugoslàvia     | 0  | 1     | 1      | 2     |
| 10      | Bèlgica        | 0  | 0     | 2      | 2     |
| 10      | Txecoslovàquia | 0  | 0     | 2      | 2     |
| Total   | Total          | 16 | 16    | 16     | 48    |

## Resultats

### Salts
Proves masculines
| Proves               | Or                              | Or     | Plata                      | Plata  | Bronze                      | Bronze |
| Trampolí de 3 metres | Roger Heinkele · França         | 126.71 | Svante Johansson · Suècia  | 118.88 | László Hidvégi · Hongria    | 114.50 |
| Palanca              | Thomas Christiansen · Dinamarca | 105.55 | Lennart Brunnhage · Suècia | 98.85  | Louis Marchant · Regne Unit | 95.32  |

Proves femenines
| Proves               | Or                         | Or     | Plata                     | Plata | Bronze                    | Bronze |
| Trampolí de 3 metres | Madeleine Moreau · França  | 100.43 | Alma Staudinger · Àustria | 90.67 | Jeannette Aubert · França | 86.78  |
| Palanca              | Nicole Pellissard · França | 60.03  | Eileen Szagot · Hongria   | 59.86 | Alma Staudinger · Àustria | 58.02  |

### Natació
Proves masculines
| Proves                       | Or                                                                           | Or      | Plata                                                                      | Plata   | Bronze                                                              | Bronze  |
| 100 metres lliures           | Alexandre Jany · França                                                      | 56.9    | Per-Olof Olsson · Suècia                                                   | 58.8    | Elemér Szathmáry · Hongria                                          | 59.6    |
| 400 metres lliures           | Alexandre Jany · França                                                      | 4:35.2  | György Mitró · Hongria                                                     | 4:50.4  | Miroslav Bartušek · Txecoslovàquia                                  | 4:51.4  |
| 1.500 metres lliures         | György Mitró · Hongria                                                       | 19:28.0 | Ferenc Vörös · Hongria                                                     | 20:07.0 | Marijan Stipetic · Iugoslàvia                                       | 20:08.5 |
| 100 metres esquena           | Georges Vallerey · França                                                    | 1:07.6  | Gyula Valent · Hongria                                                     | 1:10.5  | Jirí Kovár · Txecoslovàquia                                         | 1:10.5  |
| 200 metres braça             | Roy Romain · Regne Unit                                                      | 2:40.1  | Anton Cerer · Iugoslàvia                                                   | 2:41.6  | Sándor Németh · Hongria                                             | 2:46.2  |
| relleus 4×200 metres lliures | Suècia · Per-Olof Olsson · Martin Lundén · Per-Olof Östrand · Olle Johansson | 9:00.5  | França · Alexandre Jany · Charles Babey · Georges Vallerey · Jean Vallerey | 9:00.7  | Hongria · Imre Nyéki · Géza Kadas · György Mitro · Elemer Szathmary | 9:01.0  |

Proves femenines
| Proves                       | Or                                                                          | Or     | Plata | Plata  | Bronze                                                                            | Bronze |
| 100 metres lliures           | Fritze Nathansen · Dinamarca                                                | 1:07.8 | Hannie Termeulen · Països Baixos                                                                             | 1:08.1 | Greta Andersen · Dinamarca                                                        | 1:08.3 |
| 400 metres lliures           | Karen Margrete Harup · Dinamarca                                            | 5:18.2 | Catherine Gibson · Regne Unit                                                                                | 5:19.8 | Fernande Caroen · Bèlgica                                                         | 5:20.9 |
| 100 metres esquena           | Karen Margrete Harup · Dinamarca                                            | 1:15.9 | Catherine Gibson · Regne Unit                                                                                | 1:16.5 | Iet van Feggelen · Països Baixos                                                  | 1:18.0 |
| 200 metres braça             | Nel van Vliet · Països Baixos                                               | 2:56.6 | Éva Székely · Hongria                                                                                        | 2:57.9 | Jannie de Groot · Països Baixos                                                   | 3:00.5 |
| relleus 4×100 metres lliures | Dinamarca · Elvi Svendsen · Karen Harup · Greta Andersen · Fritze Nathansen | 4:32.3 | Països Baixos · Margot Marsman · Irma Heijting-Schuhmacher · Marie-Louise Linssen-Vaessen · Hannie Termeulen | 4:36.0 | Regne Unit · Catherine Gibson · Lilian Preece · Nancy Riach · Margaret Wellington | 4:37.1 |

### Waterpolo
| Prova             | Or     | Plata  | Bronze  |
| Waterpolo masculí | Itàlia | Suècia | Bèlgica |